# 夸施维茨
夸施维茨是德国图林根州的一个市镇。总面积2.30平方公里，总人口64人，其中男性36人，女性28人（2011年12月31日），人口密度28人/平方公里。